# Rhynchocorys odontophylla
Rhynchocorys odontophylla är en snyltrotsväxtart som beskrevs av Burbidge och Richardson. Rhynchocorys odontophylla ingår i släktet Rhynchocorys och familjen snyltrotsväxter. Inga underarter finns listade i Catalogue of Life.